# نيل غيمان
وُلد نيل ريتشارد غيمان في 10 نوفمبر 1960، وهو مؤلف إنجليزي وكاتب قصص خيال قصيرة وروايات وكتب مصورة وروايات مصورة ومسرح صوتي وأفلام. تشمل أعماله سلسلة الكتب المصورة رجل الرمل – فيرتيقو The Sandman ورواية ستاردست Stardust، وآلهة أمريكية American Gods، كورالاين Coraline، وذا غريفيارد بوك The Graveyard Book. فاز نيل بالعديد من الجوائز، بما في ذلك جائزة هوغو ونيبيولا وبرام ستوكر، بالإضافة إلى جائزة نيوبري وميدالية كارانيجي. نيل هو أول مؤلف يفوز بكل من جائزة نيوبري وميدالية كارانيجي على نفس العمل وهو ذا غريفيارد بوك (2008). في 2013، تم التصويت على كتاب المحيط في آخر الممر The Ocean at the End of the Lane ككتاب السنة في جوائز الكتاب الوطنية الإنجليزية.

## النشأة
عائلة غريمن من أصل يهودي بولندي من يهود شرق أوروبا، فقد هاجر جده الأكبر من أنتويرب، بلجيكا إلى الولايات المتحدة قبل 1914 واستقر جده في النهاية في جنوب إنجلترا في مقاطعة هامبشير في مدينة بورتسموث وأسس سلسلة من محلات البقالة. عمل والده ديفيد بيرنارد غريمن في نفس سلسلة المحلات، بينما كانت والدته شيلا غيمن صيدلانية، كما كان له أختان هما كلير وليزي.
بعد أن عاشوا لفترة في بلدة بورتشستر، هامبشير حيث وُلد نيل في 1960، انتقلت عائلة غريمن في 1965 إلى بلدة غرب ساكس حيث درس والداه في مركز العلوم في البلدة، حيث عملت إحدى أخوات نيل في إحدى الكنائس في لوس أنجلوس. قالت أخته الأخرى ليزي «لقد كانت معظم نشاطاتنا الاجتماعية في مركز العلوم أو مع عائلتنا اليهودية. لقد كان الأمر مربكا للغاية عندما كان الناس يسألونني عن ديني وأنا طفلة، فقد كنت أقول أنا يهودية مؤمنة بالعلم».
استطاع نيل القراءة في عمر الرابعة، وقال «لقد كنت قارئا. لقد أحببت القراءة. لقد أعطتني قراءة الأشياء السعادة. كنت جيدا في معظم مواد المدرسة ليس لأني كنت ميالا إليها، ولكن لأنهم كانوا يعطوننا عادة في أول أيام الدراسة الكتب المدرسية وكنت قد قرأتها مما يعني أنني كنت أعرف القادم، لأنني قرأته بالفعل». عندما كان نيل في عمر العاشرة، تمكن من قراءة أعمال دينيس ويتلي إذ كان لكتابي The Ka of Gifford Hillary و The Haunting of Toby Jugg تأثير كبير عليه. أحد الأعمال الذي أثر عليه كثيرا هو كتاب جون ر. تولكين سيد الخواتم The Lord of the Rings من مكتبة مدرسته، على الرغم من أنها احتوت فقط على أول مجلدين من الرواية. كان كثيرا ما يخرجها ويقرأها. لاحقا فاز نيل بجائزة المدرسة في اللغة الإنجليزية في مسابقة قراءة مدرسية والتي مكنته لاحقا من الفوز بالمجلد الثالث. في عيد ميلاده السابع، استقبل غيمن سلسلة سجلات نارنيا للكاتب سي. إس. لويس. تذكرها لاحقا وقال «لقد أحببت استخدامه لعبارات تحدثه مع القارئ وكأنه يتحدث إليك.. كنت أفكر» يا إلهي إن هذا رائع«لقد أردت فعل ذلك! عندما أصبحت مؤلفا، أردت فعل الشيء ذاته».
كانت رواية أليس في بلاد العجائب للكاتب لويس كارول مغامرة أخرى في طفولته، وروايته المفضلة للأبد. استمتع غيمان أيضا بكتب باتمان المصورة كطفل.

## حياته المهنية

### الصحافة والكتابات المبكرة والتأثيرات الأدبية
أثناء طفولته وفترة مراهقته، قرأ غيمان أعمال سي إس لويس، وجيه آر آر تولكين، ولويس كارول، وماري شيللي، وروديارد كيبلينج، وإدغار آلان بو، ومايكل موركوك، وآلان مور، وستيف ديتكو، وغيرهم.
قال غيمان إن روجر زيلازني هو المؤلف الذي أثر عليه أكثر من غيره، مع هذا التأثير الذي شوهد بشكل خاص في الأسلوب الأدبي لغيمان والموضوعات التي يكتب عنها. استوحى نيل غيمان أيضًا من تقليد الحكايات الشعبية، مستشهداً بكتاب أوتا إف سواير عن أساطير جزيرة سكاي باعتباره مصدر إلهامه لـ «الحقيقة هي كهف في الجبال السوداء».
في أوائل الثمانينيات من القرن الماضي، تابع غيمان الصحافة وأجرى مقابلات وكتب مراجعات الكتب كوسيلة للتعرف على العالم ولإجراء اتصالات كان يأمل أن تساعده لاحقًا في نشره. كتب واستعرض على نطاق واسع لجمعية الخيال البريطانية، وكان أول منشور له عن القصة القصيرة المهنية "Featherquest" القصة الخيالية في مجلة Imagine Magazine في مايو 1984.
عند انتظار قطار في محطة فيكتوريا بلندن في عام 1984، لاحظ غيمان نسخة من Swamp Thing كتبها ألان مور وقرأها بعناية. كان لنهج مور المرح والقوي للكاريكاتير تأثير كبير على غيمان لدرجة أنه كتب لاحقًا «كانت تلك القشة الأخيرة، ما تبقى من مقاومتي انهارت. شرعت في القيام بزيارات منتظمة ومتكررة لمتجر فوربيدين بلانيت في لندن لشراء كاريكاتير».
في عام 1984، كتب كتابه الأول، سيرة فرقة دوران دوران وكذلك غاستلي بيوند بيليف وكتاب الاقتباسات مع كيم نيومان. على الرغم من اعتقاد غيمان أنه قام بعمل فظيع، إلا أن الطبعة الأولى من الكتاب بيعت بسرعة كبيرة. عندما ذهب للتخلي عن حقوقه في الكتاب، اكتشف أن الناشر قد أفلس. بعد ذلك، عرض عليه وظيفة من قبل السقيفة، ولكنه رفض العرض.
كما كتب مقابلات ومقالات للعديد من المجلات البريطانية بما في ذلك مجلة كنافي. خلال هذا، كتب في بعض الأحيان تحت أسماء مستعارة بما في ذلك جيري موسغريف، وريتشارد جراي، وأسماء أخرى غيرهم. قال غيمان إنه أنهى مسيرته في مجال الصحافة عام 1987 لأن الصحف البريطانية تنشر بانتظام أكاذيب كحقيقة. في أواخر الثمانينيات من القرن الماضي، كتب كتاب «لا داعي للذعر: دليل هتشكر الرسمي رفيق المجرة فيما أسماه أسلوب الفكاهة الإنجليزية الكلاسيكية». بعد ذلك كتب افتتاح ما سيصبح تعاونه مع زميله المؤلف الإنجليزي تيري براتشيت في الرواية الكوميدية Good Omens حول نهاية العالم الوشيكة.

### رسوم هزلية
بعد تكوين علاقة صداقة مع الكاتب الكتاب الهزلي آلان مور، بدأ غيمان في كتابة الكتب المصورة والتقاط ميراكلمان بعد أن أنهى مور جولته في السلسلة. وقد كتب ثلاث روايات مصورة مع مساعده المفضل وصديقه القديم ديف ماكين: حالات العنف، وإشارة إلى الضوضاء، والكوميديا المأساوية أو مأساة كوميديا السيد بانش. إعجابًا بعمله، عينته دي سي كوميكس في فبراير 1987 وكتب السلسلة المحدودة أوركيد أسود (Black Orchid). قرأت كارين بيرغر، التي أصبحت فيما بعد رئيسة لشركة فيرتقو دي سي كوميكس (vertigo)، بلاك أوركيد وعرضت على غيمان وظيفة: إعادة كتابة شخصية قديمة The Sandman.
يروي فيلم The Sandman قصة التجسيد المجسم (Dream) الذي يعرف باسم العديد من الأسماء، بما في ذلك Morpheus. بدأت السلسلة في يناير 1989 وانتهت في مارس 1996. في العدد الثامن من The Sandman ، قدم غيمان والفنان مايك (Death) الأخت الكبرى لـ Dream، والتي ستصبح شعبية مثل شخصية عنوان السلسلة.

### روايات
بالتعاون مع المؤلف تيري براتشيت الذي اشتهر بسلسلة روايات Discworld الخاصة به، نُشرت أول رواية لجيمان بعنوان Good Omens في عام 1990. في عام 2011، قال براتشيت إنه على الرغم من أن الرواية بأكملها كانت مجهودًا تعاونيًا يمكن أن تُنسب معظم الأفكار إلى كليهما، قام براتشيت بجزء أكبر من الكتابة والتحرير بسبب مشاركة غيمان المجدولة مع Sandman.
كانت رواية غيمان لعام 1996 لسلسلة BBC المصغرة "Neverwhere" أول رواية منفردة له. أُصدرت الرواية بالتزامن مع المسلسل التلفزيوني على الرغم من أنه يقدم بعض الاختلافات البارزة من المسلسل التلفزيوني. قام غيمان منذ ذلك الحين بمراجعة الرواية مرتين، وهي المرة الأولى لجمهور أمريكي غير معتاد على مترو أنفاق لندن، وهي المرة الثانية لأنه يشعر بعدم الرضا عن الأصل.
في عام 1999، أُصدرت المطبوعات الأولى لروايته الخيالية ستاردست (Stardust)، وأُصدرت الرواية كلغة قياسية وفي نسخة نصية مصورة. تأثرت هذه الرواية بشدة بالقصص الخيالية والثقافة الفيكتورية.
أصبحت الآلهة الأمريكية واحدة من روايات غيمان الأكثر مبيعًا والحائزة على العديد من الجوائز عند صدوره في عام 2001. أُصدرت طبعة خاصة من الذكرى العاشرة -مع النص المفضل للمؤلف- أطول بـ 12000 كلمة من الإصدارات الأصلية للسوق الشامل.

## حياته الشخصية

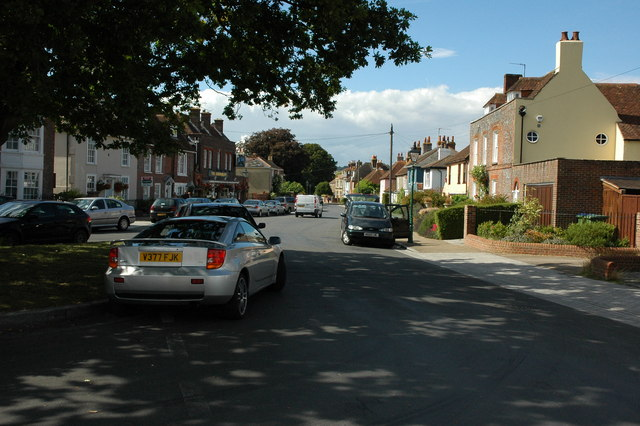
مركز بورتشيستر في قرية بورتشيستر.

### المنزل والعائلة
يعيش غيمان بالقرب من مينوموني، ويسكونسن بالولايات المتحدة الأمريكية ويعيش هناك منذ عام 1992. انتقل غيمان إلى هناك ليكون قريبًا من عائلة زوجته آنذاك ماري ماكغراث، ولديه ثلاثة أطفال: مايكل وهولي ومادلين. غيمان هو ابن عم البروفيسور هيلين فاجين. اعتبارا من عام 2013، يقيم جيمان أيضا في كامبريدج، ماساتشوستس. في عام 2014، شغل منصبًا مدته خمس سنوات أستاذاً للفنون في كلية بارد في أناندال أون هدسون بنيويورك.

### صداقته مع توري آموس
إحدى الصداقات الأكثر تعلقًا مع غيمان هي مع الموسيقي توري آموس، وهي من محبي Sandman التي أصبحت صديقة لغيمان بعد الإشارة إلى "Neil and Dream King" في شريطها التوضيحي لعام 1991. شملها بدورها كشخصية (موضع نقاش) في روايته ستاردست. تذكر آموس أيضًا غيمان في أغنيتها «دموع في يدك»، و«كاربون» (carbon)، و«لا تموت اليوم».

## مقاضاته
وقع غيمان في عام 1993 عقدًا مع تود ماكفارلين لكتابة عدد واحدٍ من سباون الذي كان عنوانًا مشهورًا في شركة إيميج كوميكس المنشأة حديثًا. كان ماكفارلين يروج لعنوانه الجديد بأن يجعل كل مؤلف من المؤلفين الضيوف يكتب عددًا واحدًا الذين تضمنوا: غايمان، وآلان مور، وفرانك ميلر، وديف سيم.[بحاجة لمصدر]
قدم غيمان في العدد التاسع من السلسلة الشخصيات: أنجيلا، وكوغليوسترو، وسباون العصور الوسطى. كان سباون قبل هذا العدد قاتلًا مأجورًا يعمل لصالح الحكومة وعاد رغم إرادته بصفة عميل للجحيم لكنه لم يكن يملك توجهًا حقيقيًا في أفعاله. قدم غيمان من خلال أنجيلا، الملاك القاسي والخبيث، الشخصية التي تهدد وجود سباون، بالإضافة لكونها النقيض الأخلاقي له. لعب شخصية كوغليسترو دور المعلم الذي يعطي الشروح والنصائح والإرشاد. عرض سباون العصور الوسطى سياقًا تاريخيًا وسابقةً دلّت على أن شخصيات سباون ليست جميعها أنانية أو شريرةً. أعطى ذلك تطورًا إضافيًا لشخصية مالبوجيا وهو الشيطان الذي يُنشِئ جحيم سباون.[بحاجة لمصدر]
استخدم تود ماكفارلين الشخصيات الثلاثة وفقًا للخطة بشكل متكرر على امتداد العقد التالي ضمن عالم شخصية سباون الأوسع. رفع غيمان في بداية عام 2002 دعوى قضائية ادعى فيها أن ملكية الشخصيات تعود بشكل مشترك لكاتب النص (غيمان نفسه) والرسام (ماكفارلين)، وليس لماكفارلين وحده مؤسس هذه السلسلة. كان النزاع حول حقوق ملكية الشخصية هو الحافز الرئيسي لماكفارلين وفنانين آخرين لإنشاء شركة إيميج كوميكس (على الرغم من أن السبب وراء ذلك ارتبط أكثر بالخلافات بين المؤلفين والفنانين بصفتهم صانعي الشخصية). اعتقد غيمان بأن عمله المحمي بحقوق النشر كان يُنتهك بسبب استخدام ماكفارلين للشخصيات دون موافقة غيمان أو دفع عوائد الملكية الفكرية، وأن ذلك يشكل انتهاكًا لاتفاقهما الشفوي الأصلي. وافق ماكفارلين في البداية على أن غيمان لم يتنازل عن حقوق ملكية الشخصيات، وتفاوض مع غيمان على تبادل عائدات فوائده من شخصية مارفلمان. اشترى ماكفارلين فوائد الشخصية عندما كانت شركة إيكلبس كوميكس تخضع للتصفية، وكان غيمان في نفس الوقت مهتمًا بإمكانية متابعة مسيرته المنتهية في سلسلة مارفلمان. غيّر ماكفارلين لاحقًا موقفه المبدئي مدعيًا أن عمل غيمان لم يكن سوى عمل مدفوع الأجر وأن ملكية جميع شخصيات غيمان تعود لماكفارلين. لكن كان حكم القاضي المترأس جلسة المحكمة ضد ادعاء أن اتفاقهما كان عملًا مدفوع الأجر، مستندًا بالشكل الأكبر منه إلى الشرط القانوني الذي ينص على أن «توزيع حقوق الملكية يجب أن يكون بصيغة مكتوبة».
أقرت محكمة استئناف الدائرة السابعة حكم محكمة المقاطعة في فبراير من عام 2004 الذي منح الملكية المشتركة للشخصيات لكل من غيمان وماكفارلين. أعلن القاضي المترأس جلسة المحكمة بشأن قضية ملكية الشخصية كوغليسترو بشكل خاص، جون سي. شاباز، أن «العمل التعبيري المتمثل بشخصية كتاب القصص المصورة الكونت نيكولاس كوغليسترو كان نتاج العمل المشترك لغيمان وماكفارلين -فكان الانطباع لدينا أن مشاركاتهما متساوية فعلًا- ويمتلك كلاهما حقوق النشر». أدت تحليلات مشابهة إلى نفس النتائج بالنسبة للشخصيتين المتبقيتين، أنجيلا وسباون العصور الوسطى.
كان سبب هذه المعركة القانونية هو غيمان وشركة مارفلز أند ميركلز محدودة المسؤولية المُحدَثة لهذا الغرض، والتي أنشائها غيمان مسبقًا لمساعدته في إيجاد حل للحقوق القانونية المتعلقة بشخصية مارفلمان. كتب غيمان سلسلة مارفل 1602 في عام 2003 للمساعدة في تمويل هذا المشروع وتبرعت مارفل كوميكس بجميع أرباح الأعداد الأصلية من السلسلة لمارفلز أند ميركلز. اشترت شركة مارفل كوميكس شخصية مارفلمان أخيرًا في عام 2009.
عاد غيمان للمحكمة مجددًا بشأن شخصيات مجلة سباون: سباون العصور الوسطى، ودومينا وتيفاني مدعيًا أنهم «مشتقون من الشخصيات الثلاثة التي شارك في إبداعها مع ماكفارلين». حكم القاضي أن ادعاءات غيمان صحيحة وأعطى ماكفارلين مهلة حتى بداية سبتمبر من عام 2010 لتسوية القضية.

## وصلات خارجية
- نيل غيمان على موقع IMDb (الإنجليزية)
- نيل غيمان على موقع الموسوعة البريطانية (الإنجليزية)
- نيل غيمان على موقع مونزينجر (الألمانية)
- نيل غيمان على موقع ألو سيني (الفرنسية)
- نيل غيمان على موقع ميوزك برينز (الإنجليزية)
- نيل غيمان على موقع أول موفي (الإنجليزية)
- نيل غيمان على موقع بوكس أوفيس موجو (الإنجليزية)
- نيل غيمان على موقع قاعدة بيانات الأفلام السويدية (السويدية)
- نيل غيمان على موقع إن إن دي بي (الإنجليزية)
- نيل غيمان على موقع أول ميوزيك (الإنجليزية)

نيل غيمان  على قاعدة بيانات الخيال التأملي على الإنترنت